# 5414 Sokolov
5414 Sokolov (1977 RW6) là một tiểu hành tinh vành đai chính được phát hiện ngày 11 tháng 9 năm 1977 bởi N. S. Chernykh ở Nauchnyj.